# Pomnik Germanii w Gliwicach
Pomnik Germanii w Gliwicach (niem. Germania-Denkmal) – nieistniejący współcześnie, znajdował się na dzisiejszym Placu Piastów.

## Historia
Został odsłonięty 2 września 1874 roku na placu zwanym dotychczas Neumarkt, a od tego momentu Germaniaplatz. Pomnik, wykonany według projektu Ferdinanda Hartzera, rzeźbiarza z Berlina, przedstawiał personifikację zjednoczonych Niemiec – Germanię, stojącą na ośmiobocznym cokole z piaskowca (autorstwa C. Hanke z Wrocławia), ukoronowaną Koroną Cesarstwa Niemieckiego. Na rogach znajdowały się cztery wojenne trofea. Oficjalnie był on poświęcony bohaterom wojny francusko-pruskiej z lat 1870–1871.
Pomnik stał na swoim miejscu do 1928 roku, kiedy to przeniesiono go do Kaiser-Wilhelm-Platz (dziś Park Chrobrego), z powodu przebudowy placu. Po remoncie nie wrócił już na Germaniaplatz, być może z powodu niechęci ówczesnych republikańskich władz miasta do cesarskich symboli.
Posąg zakopano w parku po 1945 roku.

## Linki zewnętrzne

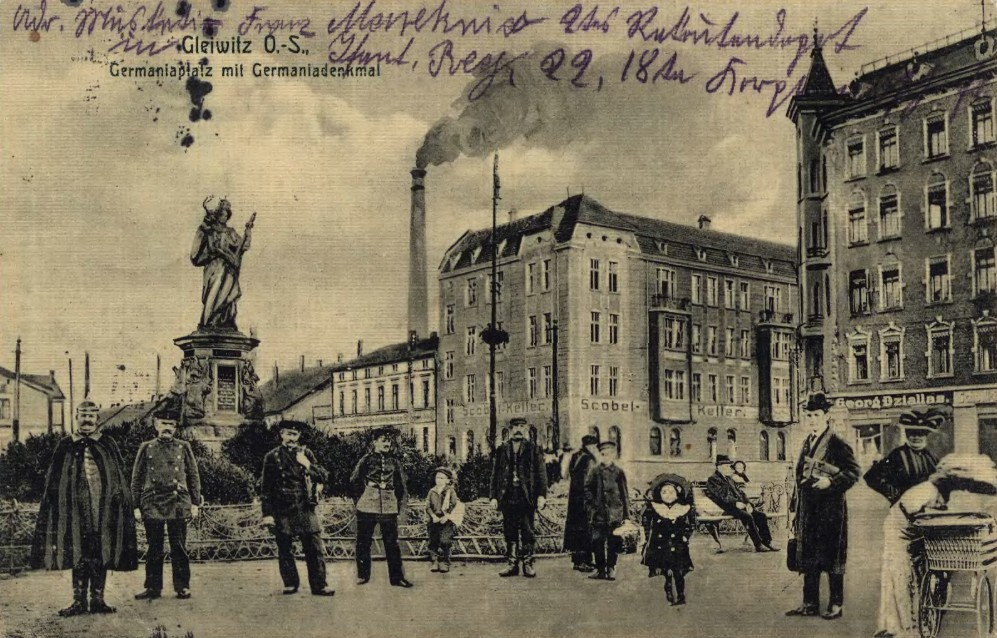
Germaniaplatz na pocztówce z 1915 roku - po lewej pomnik